# Животно осигурање
Животно осигурање је уговор између носиоца полисе осигурања и осигуравача или осигуравача, где осигуравач обећава да ће исплатити одређеном кориснику суму новца након смрти осигураника (често осигураник). У зависности од уговора, други догађаји као што су терминална болест или критична болест такође могу покренути плаћање. Уговарач осигурања обично плаћа премију, било редовно или као један паушални износ. Бенефиције могу укључивати и друге трошкове, као што су трошкови сахране.
Животне полисе су правни уговори и услови сваког уговора описују ограничења осигураних случајева. Често посебна искључења уписана у уговору ограничавају одговорност осигуравача; уобичајени примери укључују тврдње које се односе на самоубиство, превару, рат, нереде и грађанске немире. Потешкоће могу настати када неки догађај није јасно дефинисан, на пример, ако је осигураник свесно изложио ризик пристанком на експерименталну медицинску процедуру или узимањем лекова који су довели до повреде или смрти.
Модерно животно осигурање има неку сличност са индустријом управљања имовином, и животни осигуравачи су диверзификовали своју понуду производа у производе за пензију као што су ануитети.
Уговори засновани на животу обично падају у две главне категорије:
1. Политике заштите: осмишљене да обезбеде бенефиције, обично једнократну исплату, у случају одређеног догађаја. Уобичајени облик дизајна полисе заштите је осигурање на време.
2. Инвестиционе политике: главни циљ ових политика је да се олакша раст капитала редовним или појединачним премијама. Уобичајени облици (у Сједињеним Државама ) су цео живот, универзални живот и променљива животна политика.

## Историјат настанка
Рани облик животног осигурања датира из Старог Рима ; „клубови за сахрану“  покрили су трошкове сахране чланова и финансијски помогли преживелима. Године 1816, археолошким ископавањима у Мињи, Египат (под ејалетом Османског царства ), из рушевина Антинојевог храма у Антинопољу, Египат, пронађена је плоча из доба династије Нерва-Антонин која је прописивала правила и чланарине за сахрану. Друштвени колегијум основан у Ланувијуму, Италија отприлике 133. године нове ере за време владавине Хадријана (117–138) Римског царства. Године 1851, будући помоћник Врховног суда САД Џозеф П. Бредли (1870–1892), некада запослен као актуар за компанију за осигурање живота за узајамну корист, доставио је чланак Јоурнал оф тхе Институте оф Ацтуариес са детаљима о историјском извештају табела живота из доба династије Севера коју је саставио римски правник Улпијан отприлике 220. године нове ере за време владавине Елагабала (218–222) која је била укључена у Дигеста сеу Пандецтае (533) кодификација коју је наредио Јустинијан I (527–565) из Источног римског царства.
Најранија позната полиса животног осигурања направљена је у Краљевској размени у Лондону 18. јуна 1583. Ричард Мартин је осигурао Вилијама Гибонса, плативши тринаесторици трговаца 30 фунти за 400 ако осигураник умре у року од једне године. Прва компанија која је понудила животно осигурање у модерно доба била је Амицабле Социети фор а Перпетуал Ассуранце Оффице, коју су у Лондону 1706. основали Вилијам Талбот и сер Томас Ален. Сваки члан је вршио годишњу уплату по акцији за једну до три акције с обзиром на старост чланова од дванаест до педесет пет година. На крају године део „споразумног доприноса“ подељен је на супруге и децу преминулих чланова, сразмерно броју акција које су наследници поседовали. Пријатељско друштво је почело са 2000 чланова.
Прву табелу живота написао је Едмунд Халеј 1693. године, али су тек 1750-их година постојали неопходни математички и статистички алати за развој модерног животног осигурања. Џејмс Додсон, математичар и актуар, покушао је да оснује нову компанију са циљем да правилно надокнади ризике дугорочних полиса животног осигурања, након што му је одбијен пријем у Амицабле Лифе Ассуранце Социети због старости. Био је неуспешан у покушајима да прибави повељу од владе.
Његов ученик, Едвард Роу Морес, успео је да оснује Друштво за праведна осигурања живота и преживљавања 1762. То је био први заједнички осигуравач на свету и био је пионир у премијама заснованим на старости заснованим на стопи смртности, постављајући „оквир за научну праксу осигурања и развој “  и „основа модерног животног осигурања на којој су касније засноване све шеме животног осигурања”.
Морес је главном званичнику дао и име актуара - што је најраније познато спомињање позиције као пословног интереса. Први модерни актуар био је Вилијам Морган, који је служио од 1775. до 1830. Године 1776. Друштво је извршило прву актуарску процену обавеза и потом поделило први реверзиони бонус (1781) и привремени бонус (1809) међу својим члановима. Такође је користио редовне процене како би уравнотежио конкурентске интересе. Друштво је настојало да третира своје чланове на правичан начин, а директори су настојали да осигурају да осигураници добију правичан повраћај на своја улагања. Премије су биле регулисане према узрасту, а могао је бити примљен свако без обзира на здравствено стање и друге околности.
Продаја животног осигурања у САД почела је 1760-их. Презбитеријански синоди у Филаделфији и Њујорку су 1759. године основали Корпорацију за помоћ сиромашним и невољним удовицама и деци презбитеријанских министара; Епископски свештеници су 1769. организовали сличан фонд. Између 1787. и 1837. године основано је више од два десетина друштава за животно осигурање, али је мање од пола туцета преживело. Током 1870-их, војни официри су се удружили како би основали и војску ( ААФМАА ) и Удружење за узајамну помоћ морнарице (Нави Мутуал), инспирисани тешким положајем удовица и сирочади који су остали насукани на Западу након битке код Литл Великог Рога, као и породице америчких морнара који су погинули на мору.

## Преглед основних елемената
Стране у уговору
Особа одговорна за плаћање полисе је власник полисе, док је осигураник лице чија ће смрт покренути исплату накнаде за смрт. Власник и осигураник могу или не морају бити иста особа. На пример, ако Џо купи полису за сопствени живот, он је и власник и осигураник. Али ако Џејн, његова жена, купи полису за Џоов живот, она је власница, а он осигураник. Власник полисе је гарант и они ће бити особа која ће платити полису. Осигураник је учесник у уговору, али не нужно и страна у њему.Корисник прима приход од полисе након смрти осигураника. Власник одређује корисника, али корисник није страна полисе. Власник може променити корисника осим ако полиса нема неопозиву ознаку корисника. Ако полиса има неопозивог корисника, било какве промене корисника, додела полиса или позајмљивање у готовини захтевају сагласност првобитног корисника.
У случајевима када власник полисе није осигураник (који се такође назива целуи куи вит или ЦКВ), осигуравајућа друштва су настојала да ограниче куповину полисе на оне са осигураним интересому ЦКВ. За полисе животног осигурања, обично ће се утврдити да чланови блиске породице и пословни партнери имају осигурани интерес. Захтев за камату на осигурање обично показује да ће купац заиста претрпети неку врсту губитка ако ЦКВ умре. Такав захтев спречава људе да имају користи од куповине чисто шпекулативних политика о људима за које очекују да ће умрети. Без услова за осигурање камате, ризик да би купац убио ЦКВ за приход од осигурања био би велики. У најмање једном случају, осигуравајућа компанија која је продала полису купцу без осигураног интереса (који је касније убио ЦКВ-а ради зараде), проглашена је одговорном на суду за допринос незаконитој смрти жртве ( Либерти Натионал Лифе против Велдон, 267 Ала.171 (1957)).
Услови уговора
Могу се применити посебни изузеци, као што су клаузуле о самоубиству, при чему полиса постаје ништавна ако осигураник умре самоубиством у одређеном временском периоду (обично две године након датума куповине; неке државе предвиђају законску једногодишњу клаузулу о самоубиству). Било какво погрешно представљање осигураника на пријави такође може бити основ за поништавање. Већина америчких држава, на пример, наводи максимални период оспоравања, често не дужи од две године. Само ако осигураник умре у овом року, осигуравач ће имати законско право да оспори одштетни захтев на основу лажног представљања и затражи додатне информације пре него што одлучи да ли да исплати или одбије захтев.
Номинални износ полисе је почетни износ који ће полиса платити приликом смрти осигураника или када полиса доспева, иако стварна накнада у случају смрти може да обезбеди већи или мањи износ од номиналног износа. Полиса доспева када осигураник умре или достигне одређену старост (као што је 100 година).
Трошкови и осигурање
Осигуравајућа компанија израчунава цене полиса (премије) на нивоу који је довољан за финансирање штета, покриће административних трошкова и остваривање профита. Трошкови осигурања утврђују се коришћењем табела морталитета које израчунавају актуари. Табеле морталитета су статистички засноване табеле које приказују очекиване годишње стопе морталитета људи различите старости. Пошто је већа вјероватноћа да ће људи умријети како старе, табеле морталитета омогућавају осигуравајућим компанијама да израчунају ризик и у складу са тим повећају премије са годинама. Такве процене могу бити важне у пореској регулативи.
У 1980-им и 1990-им, СОА 1975-80 Басиц Селецт & Ултимате табеле су биле типичне референтне тачке, док су табеле ВБТ из 2001. и 2001. објављене недавно. Поред основних параметара старости и пола, новије табеле укључују одвојене табеле морталитета за пушаче и непушаче, а табеле ОЦД садрже посебне табеле за префериране класе.
Табеле морталитета дају основу за трошкове осигурања, али се такође узимају у обзир здравствено стање и породична историја појединачног подносиоца захтева (осим у случају полиса Групе). Ова истрага и резултирајућа процена се називају осигурањем. Постављају се питања о здрављу и начину живота, а одређени одговори можда заслужују даљу истрагу.
Специфични фактори које осигуравачи могу узети у обзир укључују:
1. Лична медицинска историја;[16]
2. Породична медицинска историја;[17]
3. Дривинг рецорд;[18]
4. Матрица висине и тежине, иначе позната као БМИ ( Индекс телесне масе ).[19]

На основу горе наведених и додатних фактора, кандидати ће бити стављени у једну од неколико класа здравствених оцена које ће одредити премију плаћену у замену за осигурање код тог конкретног превозника.
Компаније за животно осигурање у Сједињеним Државама подржавају Медицински информативни биро (МИБ), који је центар за размену информација о особама које су се пријавиле за животно осигурање код компанија које учествују у последњих седам година. Као део апликације, осигуравач често захтева дозволу подносиоца захтева да добије информације од својих лекара.
Аутоматизовано осигурање живота је технолошко решење које је дизајнирано да изврши све или неке од функција скрининга које традиционално обављају осигуравачи, и на тај начин настоји да смањи радни напор, време и/или податке који су неопходни да би се подписала апликација за животно осигурање. Ови системи омогућавају дистрибуцију на продајном месту и могу скратити временски оквир за издавање са недеља или чак месеци на сате или минуте, у зависности од износа осигурања који се купује.
Смртност осигураних лица расте много брже од опште популације. На крају 10 година, смртност тог 25-годишњег мушкарца непушача је 0,66/1000/год. Сходно томе, у групи од хиљаду 25-годишњих мушкараца са полисом од 100.000 долара, све просечног здравственог стања, компанија за животно осигурање морала би да прикупи приближно 50 долара годишње од сваког учесника да покрије релативно мало очекиваних потраживања. (0,35 до 0,66 очекиваних смртних случајева сваке године × 100.000 долара исплата по смрти = 35 долара по полиси.) Остале трошкове, као што су административни и продајни трошкови, такође треба узети у обзир приликом одређивања премија. 10-годишња полиса за 25-годишњег мушкарца непушача са жељеном медицинском историјом може добити понуде од чак 90 долара годишње за полису од 100.000 долара на конкурентном америчком тржишту животног осигурања.
Највећи део прихода које остварују осигуравајућа друштва чине премије, али приход од улагања премија представља важан извор профита за већину друштава за животно осигурање. Полисе групног осигурања су изузетак.
У Сједињеним Државама, компаније за животно осигурање никада нису законски обавезне да обезбеде покриће свима, са изузетком поштовања закона о грађанским правима. Осигуравајуће компаније саме одређују могућност осигурања, а неки људи се сматрају неосигураним. Полиса се може одбити или оценити (повећање износа премије да би се надокнадио већи ризик), а износ премије ће бити пропорционалан номиналној вредности полисе.
Многе компаније раздвајају подносиоце захтева у четири опште категорије. Ове категорије су преферирани најбољи, преферирани, стандардни и дуван. Пожељно најбоље је резервисано само за најздравије појединце у општој популацији. То може значити да предложени осигураник нема штетну медицинску историју, да није под лековима и да нема породичну историју рака раног почетка, дијабетеса или других стања. Пожељно значи да је предложени осигураник тренутно под лековима и да има породичну историју одређених болести. Већина људи је у стандардној категорији.
Људи у категорији дувана обично морају да плаћају веће премије због веће смртности. Америчке табеле морталитета предвиђају да ће отприлике 0,35 на 1.000 мушкараца непушача старости од 25 година умрети током прве године политике. Смртност се приближно удвостручује за сваких додатних десет година старости, тако да је стопа морталитета у првој години за мушкарце непушаче око 2,5 на 1.000 људи у доби од 65 година. Упоредите ово са стопама смртности мушкараца у популацији САД од 1,3 на 1.000 у доби од 25 година и 19,3 у доби од 65 година (без обзира на здравствено стање или пушачки статус).
Бенефиције у случају смрти
Након смрти осигураника, осигуравач захтева прихватљив доказ о смрти пре него што исплати одштету. Ако је смрт осигураника сумњива, а износ полисе је велики, осигуравач може истражити околности смрти пре него што одлучи да ли има обавезу да исплати одштету.
Плаћање из полисе може бити паушално или као ануитет, који се исплаћује у редовним ратама за одређени период или за живот корисника.
Накнаде у случају смрти су примарна карактеристика полиса животног осигурања и обезбеђују паушалну исплату корисника осигурања у случају смрти осигураника. Износ накнаде за смрт обично се одређује у тренутку куповине полисе, а заснива се на факторима као што су старост, здравље и занимање носиоца полисе.
Важно је напоменути да се накнада за смрт плаћа само ако осигураник умре док је полиса на снази. Ако осигураник наџиви полису, накнада за смрт се не исплаћује и полиса обично истиче. Неке полисе могу омогућити осигуранику да прими део плаћених премија ако наџиве полису.
Повремено осигурање
Временско осигурање обезбеђује покриће животног осигурања на одређени период (обично 10–30 година). Полисе ороченог животног осигурања не акумулирају готовинску вредност, али су знатно јефтиније од полиса трајног животног осигурања са еквивалентним номиналним износима. Осигураници могу да штеде да би обезбедили повећане орочене премије или смањили потребе за осигурањем (отплатом дугова или штедњом за потребе преживелих).
Хипотекарно животно осигурање осигурава зајам осигуран некретнином и обично садржи ниво премије за опадајућу номиналну вредност полисе, јер оно што је осигурано је главница и неплаћена камата на хипотеку која се константно смањује отплатом хипотеке. Номинални износ полисе је увек износ главнице и преостале камате које се плаћају у случају да подносилац захтева умре пре него што се исплати последња рата.
Групно животно осигурање
Групно животно осигурање (такође познато као велико животно осигурање или институционално животно осигурање ) је осигурање које покрива групу људи, обично запослене у компанији, чланове синдиката или удружења, или чланове пензионог или пензијског фонда. Индивидуални доказ о осигурању се обично не узима у обзир при његовом преузимању. Уместо тога, осигуравач узима у обзир величину, промет и финансијску снагу групе. Одредбе уговора ће покушати да искључе могућност неповољне селекције. Групно животно осигурање често омогућава члановима који излазе из групе да задрже своје покриће куповином индивидуалног покрића. Осигурање се врши за целу групу уместо за појединце.
Стално животно осигурање
Трајно животно осигурање је животно осигурање које покрива преостали животни век осигураника. Полиса трајног осигурања акумулира новчану вредност до датума њеног доспећа. Власник може приступити новцу у готовинској вредности подизањем новца, позајмљивањем готовинске вредности или предајом полисе и примањем откупне вредности.
Три основне врсте трајног осигурања су целоживотно, универзално доживотно и задужбинско осигурање.
Цјелокупно животно осигурање
Целокупно животно осигурање обезбеђује доживотно покриће за одређени износ премије.
Универзално животно осигурање
Универзално животно осигурање (УЛл) је релативно нов производ осигурања, намењен да комбинује трајно осигурање са већом флексибилношћу у плаћању премија, уз потенцијал за већи раст готовинских вредности. Постоји неколико типова полиса универзалног животног осигурања, укључујући каматно осетљиво (такође познато као „традиционално фиксно универзално животно осигурање“), варијабилно универзално животно осигурање (ВУЛ), гарантовано осигурање у случају смрти и има универзално животно осигурање индексирано у капиталу.
Полисе универзалног животног осигурања имају готовинске вредности. Уплаћене премије повећавају њихову готовинску вредност; административни и други трошкови смањују њихове новчане вредности.
Универзално животно осигурање се бави уоченим недостацима целог живота – наиме, да су премије и накнаде у случају смрти фиксне. Са универзалним животом, и премије и накнада за смрт су флексибилне. Са изузетком универзалних животних политика загарантоване смрти и бенефиција, универзалне животне политике мењају своју већу флексибилност за мање гаранција.
„Флексибилна бенефиција у случају смрти“ значи да власник полисе може да одлучи да смањи накнаду за смрт. Власник полисе такође може повећати накнаду у случају смрти, што обично захтева ново осигурање. Још једна карактеристика флексибилне накнаде за смрт је могућност избора опције А или опције Б накнаде за смрт и да се те опције мењају током живота осигураника. Опција А се често помиње као „ниво накнаде за смрт“; накнаде у случају смрти остају на нивоу током живота осигураника, а премије су ниже од полиса са опцијом Б накнада за смрт, које плаћају готовинску вредност полисе—тј. номинални износ плус зарада/камата. Ако вредност готовине временом расте, расту и накнаде за смрт. Ако новчана вредност опада, смањује се и накнада за смрт. Полисе опције Б обично имају веће премије од полиса опције А.
Полиса задужбине
Полиса задужбине је уговор о животном осигурању који је осмишљен да плати паушалну суму након одређеног рока (на њеном 'доспећу') или у случају смрти. Типични рок доспећа је десет, петнаест или двадесет година до одређене старосне границе. Неке полисе се такође исплаћују у случају критичне болести.
Политике су обично традиционалне са профитом или повезане са јединицама (укључујући оне са обједињеним фондовима са профитом).
Задужбине се могу уновчити раније (или предати) и тада ималац добија откупну вредност коју одређује осигуравајуће друштво у зависности од тога колико дуго полиса траје и колико је у њу уплаћено.
Случајна смрт
Осигурање од несрећне смрти је врста ограниченог животног осигурања које је дизајнирано да покрије осигуранике ако умру као резултат несреће. „Несреће“ обухватају распон од огреботина до катастрофа, али обично не укључују смртне случајеве који су резултат здравствених проблема који нису повезани са несрећом или самоубиства. Пошто покривају само незгоде, ове полисе су много јефтиније од осталих полиса животног осигурања.
Такво осигурање такође може бити осигурање од случајне смрти и распарчавања или АД&Д. У АД&Д политици, бенефиције су доступне не само за случајну смрт већ и за губитак удова или телесних функција као што су вид и слух.
Полисе у случају несрећне смрти и АД&Д полисе исплаћују стварне бенефиције врло ретко, било зато што узрок смрти није покривен полисом или зато што се смрт догоди много након несреће, до када премије остају неплаћене. Различите политике АД&Д имају различите услове и изузећа. Ризичне активности као што су падобранство, летење, професионални спорт или војна служба често се изостављају из покривености.
Осигурање од несрећне смрти такође може допунити стандардно животно осигурање као јахача. Ако је јахач купљен, полиса обично плаћа дупло већи износ ако осигураник умре у несрећи. Ово се некада звало осигурање од двоструке штете. У неким случајевима може бити доступно троструко покриће одштете.

## Сродни производи
Возачи су модификације полисе осигурања које се додају у исто време када се полиса издаје. Ови возачи мењају основну политику да би обезбедили неке функције које жели власник полисе. Уобичајени јахач је случајна смрт. Још један уобичајени возач је одрицање од премије, које се одриче будућих премија ако осигураник постане инвалид.
Заједничко животно осигурање је орочено или трајно животно осигурање које осигурава две или више особа, са приходима који се плаћају у случају смрти једног од њих.
Планови осигурања везани за јединице
Планови осигурања везани за јединицу су јединствени планови осигурања који су слични заједничким фондовима и плановима осигурања на период који су комбиновани као један производ. Инвеститор не учествује у профиту плана сам по себи, већ добија приносе на основу приноса на изабрана средства.
Политика са профитом
Неке полисе дају осигуранику удео у профиту осигуравајућег друштва — оне се називају полисе са профитом. Друге политике не пружају никаква права на удео у добити компаније—ово су непрофитне политике.
Политике са профитом се користе као облик колективне инвестиционе шеме за постизање раста капитала. Друге политике нуде загарантовани принос који не зависи од основног инвестиционог учинка компаније; ове се често називају политикама без профита, што се може протумачити као погрешан назив.

## Опорезивање
Индија
У складу са чланом 80Ц Закона о порезу на доходак, 1961. године (индијског кривичног закона) премије плаћене за важећу полису животног осигурања могу бити изузете од опорезивог прихода. Заједно са премијама животног осигурања, члан 80Ц дозвољава изузеће за друге финансијске инструменте као што су Фонд за обезбеђење запослених (ЕПФ), Фонд јавних обезбеђења (ППФ), Шема штедње повезане са капиталом (ЕЛСС), Национални сертификат о штедњи (НСЦ) и премије здравственог осигурања су неки од њих. Укупан износ који се може изузети од опорезивог прихода за одељак 80Ц ограничен је на максимално 150.000 ИНР. Изузеци су квалификовани за појединце (држављане Индије) или хиндуистичке неподељене породице (ХУФ).
Осим пореских олакшица према члану 80Ц, у Индији, носилац полисе има право на ослобађање од пореза на примање накнаде за смрт. Примљени износ је у потпуности ослобођен пореза на доходак према члану 10(10Д).
Аустралија
Тамо где се животно осигурање обезбеђује преко пензијског фонда, доприноси уплаћени у фонд премија осигурања се одбијају од пореза за самозапослена лица и углавном самозапослена лица и послодавце. Међутим, тамо где се животно осигурање одржава изван пензијског окружења, премије се углавном не одбијају од пореза. За осигурање преко пензијског фонда, годишњи одбитни доприноси у фондове за пензијско осигурање подлежу старосним границама. Ова ограничења се односе на послодавце који плаћају доприносе који се одбијају. Они се такође примењују на самозапослена лица и углавном самозапослена лица. У ове укупне лимите укључене су и премије осигурања. То значи да се за финансирање премија осигурања не могу давати додатни одбитни доприноси. Премије осигурања се, међутим, могу финансирати неодбијеним доприносима. За даље информације о одбитним доприносима погледајте „под којим условима послодавац може захтевати одбитак за доприносе уплаћене у име својих запослених?“ и "шта је дефиниција суштински самозапосленог?". Премију осигурања коју плаћа пензиони фонд фонд може потраживати као одбитак за смањење пореза од 15% на доприносе и зараде. (Реф: ИТАА 1936, одељак 279).
Јужна Африка
Премије које је платио осигураник не одбијају се од опорезивог прихода, иако је дозвољено да се премије плаћене преко одобреног пензијског фонда регистрованог у складу са Законом о порезу на доходак одбију од пореза на доходак физичких лица (без обзира да ли ове премије номинално плаћа послодавац или запослени ). Бенефиције које произилазе из полиса животног осигурања генерално се не опорезују као приход корисника (опет у случају одобрених бенефиција, оне потпадају под правила опорезивања при пензионисању или повлачењу из САРС-а ). Повраћај улагања у оквиру полисе ће се опорезовати у оквиру животне полисе и плаћати га осигуравач живота у зависности од природе носиоца полисе (да ли је физичко лице, у власништву компаније, неопорезовани или пензиони фонд).
Сједињене Америчке Државе
Премије које плаћа власник полисе се обично не одбијају за потребе федералног и државног пореза на доходак, а приходи које је исплатио осигуравач након смрти осигураника нису укључени у бруто приход за потребе федералног и државног пореза на доходак. Међутим, ако је приход укључен у „имовину“ покојника, вероватно ће бити предмет пореза на савезну и државну имовину и наследство.
Повећања готовинске вредности у оквиру политике не подлежу порезу на приход осим ако се не догоде одређени догађаји. Из тог разлога, полисе осигурања могу бити легално и легитимно пореско склониште у којем се штедња може повећати без опорезивања све док власник не повуче новац са полисе. У полисама флексибилне премије, велики депозити премија могу довести до тога да се уговор сматра модификованим уговором о задужбини од стране Интернал Ревенуе Сервице (ИРС), што негира многе пореске предности повезане са животним осигурањем. Осигуравајућа компанија ће, у већини случајева, обавестити власника полисе о овој опасности пре него што одлучи о њиховој премији.
Пореске последице животног осигурања су сложене. Власнику полисе би било добро да их пажљиво размотри. Као и увек, и Конгрес Сједињених Држава и државна законодавна тела могу да промене пореске законе у било ком тренутку.
У 2018, фидуцијарно стандардно правило о производима за пензионисање од стране Министарства рада Сједињених Држава представљало је могући ризик.
Велика Британија
Премије се обично не одбијају од пореза на доходак или пореза на корпорације, међутим, квалификоване полисе издате пре 14. марта 1984. и даље привлаче ЛАПР ( Олакшице премије животног осигурања ) са 15% (са нето премијом која се наплаћује од носиоца полисе).
Политике неинвестиционог живота обично не привлаче ни порез на доходак ни порез на капиталну добит на потраживање. Ако полиса има инвестициони елемент као што је политика задужбине, политика целог живота или инвестициона обвезница, онда је порески третман одређен квалификационим статусом полисе.
Квалификациони статус се утврђује на почетку политике ако уговор испуњава одређене критеријуме. У суштини, дугорочни уговори (10+ година) обично су квалификујућа политика, а приходи су ослобођени пореза на приход и пореза на капиталну добит. Уговори са једном премијом и они који су краткорочни подлежу порезу на приход у зависности од граничне стопе у години када је остварена добит. Сви осигуравачи у Уједињеном Краљевству плаћају посебну стопу корпоративног пореза на добит из своје животне књиге; ово се сматра испуњавањем ниже стопе (20% у 2005-06) одговорности за осигуранике. Према томе, осигураник који је порески обвезник са вишом стопом (40% у 2005-06), или то постане кроз трансакцију, мора да плати порез на добит на разлици између више и ниже стопе. Овај добитак се смањује применом прорачуна који се зове горње сечењена основу броја година политике. Иако је ово компликовано, опорезивање инвестиционих уговора заснованих на животном осигурању може бити од користи у поређењу са алтернативним колективним инвестиционим шемама заснованим на капиталу ( јединички фондови, инвестициони фондови и ОЕИЦ ). Једна карактеристика која посебно фаворизује инвестиционе обвезнице је „кумулативна накнада од 5%“—могућност да се повуче 5% првобитног износа улагања сваке године полисе без да буде подложан било каквом опорезивању износа који је повучен. Ако се не искористи у једној години, накнада од 5% се може пренети у будуће године, подложно максималном повлачењу одложеног пореза од 100% премија које се плаћају. ХМРЦ сматра повлачење (Приходи и царине Њеног Величанства) да буде уплата капитала и стога се пореска обавеза одлаже до доспећа или предаје полисе. Ово је посебно користан алат за пореско планирање за пореске обвезнике са вишим стопама који очекују да постану обвезници са основном стопом у неком предвидљивом тренутку у будућности, јер у овом тренутку одложена пореска обавеза неће довести до доспећа пореза.
Приход од доживотне полисе биће укључен у заоставштину за потребе смрти (у УК, порез на наследство ). Политике написане у поверењу могу бити ван имања. Закон о повереништву и опорезивање трустова могу бити компликовани, тако да би сваки појединац који намерава да користи трустове за пореско планирање обично тражио професионални савет од независног финансијског саветника и/или адвоката.
Пензионо осигурање
Иако је било доступно пре априла 2006. године, од овог датума пензијско осигурање је постало широко доступно у Великој Британији. Већина осигуравача у Великој Британији усвојила је назив „животно осигурање са пореским олакшицама“ за производ. Пензијско осигурање је у ствари нормално доживотно осигурање са пореским олакшицама на премије. Све премије се плаћају по нето основној стопи пореза од 22%, а порески обвезници са вишим стопама могу добити додатних 18% пореских олакшица путем пореске пријаве. Иако није погодан за све, ПТА је накратко постао један од најчешћих облика животног осигурања који се продаје у Великој Британији све док канцелар Гордон Браун није објавио повлачење шеме у свом предбуџетском саопштењу 6. децембра 2006.

## Критике
Иако неки аспекти процеса пријаве (као што су одредбе о осигурању и осигурању) отежавају, полисе животног осигурања су коришћене да би се олакшала експлоатација и преваре. У случају животног осигурања, постоји могући мотив за куповину полисе животног осигурања, посебно ако је номинална вредност значајна, а затим убиство осигураника. Обично, што је већа штета и/или што је инцидент озбиљнији, то је већа и интензивнија истрага која је уследила од стране полиције и истражитеља осигуравача. Више измишљених и нефикционалних дела, укључујући књиге, филмове, телевизијске серије и подкастове, приказују сценарио као средство заплета или се стварно дешава каоправи злочин. Постојао је и документован случај у Лос Анђелесу 2006. године када су две старије жене оптужене да су примале бескућнике и помагале им. У оквиру своје помоћи, мушкарцима су склопили животно осигурање. Након што је окончан период оспоравања политике, жене су наводно убиле мушкарце убиством возилом од ударца и бекства.
Дана 17. априла 2016. године, у извештају Лесли Стахл на 60 минута се тврдило да компаније за животно осигурање не исплаћују значајан број корисника. То је зато што многи људи који су наведени као корисници никада не подносе потраживања осигуравајућим компанијама након смрти осигураника и нису свесни да постоји било каква бенефиција да се тражи, иако осигуравајућа друштва имају потпуно знање. Износи оваквих бенефиција су често мали, али је број потенцијалних корисника прилично велики. Ове бенефиције које се не траже на крају постају извори профита.